# All Together Now - La musica è cambiata
All Together Now - La musica è cambiata è stato un programma televisivo italiano di genere game show, musicale e talent show, andato in onda in prima serata su Canale 5 dal 16 maggio 2019 al 19 dicembre 2021 con la conduzione di Michelle Hunziker, affiancata da J-Ax, che ha ricoperto il ruolo di presidente di giuria nelle prime due edizioni, mentre dalla terza edizione ricopre il ruolo di giudice insieme ad Anna Tatangelo, Rita Pavone e Francesco Renga.
Il programma era la versione italiana dell'omonimo game show musicale britannico in onda dal 2018 sulla BBC.

## Il programma
Il programma era una gara canora, articolata in due manche. In ognuna di esse ogni concorrente si esibisce davanti a un muro con una giuria di 100 artisti (denominato il muro umano, posto su una scenografia alta otto metri) presieduta dal rapper J-Ax: lo scopo era quello di far alzare il maggior numero di giudici, coinvolgendoli durante la performance. In base al punteggio, i concorrenti poi si posizionano sul podio.
Entrambi i concorrenti seduti sul primo podio passano direttamente alla semifinale, mentre quelli del secondo e terzo posto si sfidano per accedervi. Il concorrente che perde la sfida nella prima manche sfiderà il concorrente che perde il confronto nella seconda manche. Se un concorrente riesce a ottenere il massimo di 100 punti passa direttamente alla finale. In occasione della puntata finale, la seconda manche vede l'introduzione di una nuova dinamica: la sorte è lasciata ai partecipanti. Inizia il concorrente con il punteggio più alto, il quale deve decidere chi sfidare; si procede in modo analogo per i concorrenti successivi sino agli ultimi due rimasti che, giocoforza, si sfideranno fra loro.
Nella terza e nella quarta edizione il programma è stato intitolato All Together Now - La musica è cambiata. Quest'ultimo edizioni erano caratterizzate da numerose novità apportate alla dinamica del gioco. Alla consueta votazione del muro si aggiunge quella di una giuria di esperti, composta da J-Ax (che quindi ha abbandonato il ruolo di capitano del muro), Anna Tatangelo, Rita Pavone e Francesco Renga. Ciascuno di loro poteva aggiungere o sottrarre da 1 a 5 punti, o confermare il punteggio fino a quel momento accumulato (senza mai comunque andare al di sopra dei 100 punti). Gli ultimi classificati di entrambe le manche si sfidavano e chi perdeva veniva eliminato, mentre tutti gli altri concorrenti ottenevano il diritto a tornare nella puntata successiva.
In seguito ai bassi ascolti ottenuti, nella quarta edizione, il programma è stato cancellato dai palinsesti Mediaset.

## Edizioni
| Edizione | Anno      | Titolo del programma                    | Conduzione        | Periodo         | Periodo          | Puntate | Presidente di giuria | Giuria       | Giuria         | Giuria       | Giuria          | Cantanti | Studio                   | Montepremi | Vincitori          |
| Edizione | Anno      | Titolo del programma                    | Conduzione        | Inizio          | Fine             | Puntate | Presidente di giuria | Giuria       | Giuria         | Giuria       | Giuria          | Cantanti | Studio                   | Montepremi | Vincitori          |
| -------- | --------- | --------------------------------------- | ----------------- | --------------- | ---------------- | ------- | -------------------- | ------------ | -------------- | ------------ | --------------- | -------- | ------------------------ | ---------- | ------------------ |
| 1ª       | 2019      | All Together Now                        | Michelle Hunziker | 16 maggio 2019  | 20 giugno 2019   | 6       | J-Ax                 | Non presente | Non presente   | Non presente | Non presente    | 49       | Studio 5 Voxson, Roma    | 50000 €    | Gregorio Rega      |
| 2ª       | 2019-2020 | All Together Now                        | Michelle Hunziker | 4 dicembre 2019 | 2 gennaio 2020   | 5       | J-Ax                 | Non presente | Non presente   | Non presente | Non presente    | 29       | Studio 5 Cinecittà, Roma | 50000 €    | Sonia Mosca        |
| 3ª       | 2020      | All Together Now - La musica è cambiata | Michelle Hunziker | 4 novembre 2020 | 12 dicembre 2020 | 6       | Non presente         | J-Ax         | Anna Tatangelo | Rita Pavone  | Francesco Renga | 12       | Studio 5 Cinecittà, Roma | 50000 €    | Cahayadi "Eki" Kam |
| 4ª       | 2021      | All Together Now - La musica è cambiata | Michelle Hunziker | 31 ottobre 2021 | 19 dicembre 2021 | 8       | Non presente         | J-Ax         | Anna Tatangelo | Rita Pavone  | Francesco Renga | 14       | Studio 5 Cinecittà, Roma | 100000 €   | Giacomo Voli       |

## Concorrenti

### Prima edizione (2019)
La prima edizione di All Together Now è andata in onda dal 16 maggio al 20 giugno 2019 ogni giovedì in prima serata su Canale 5, dallo studio Voxson a Roma, con la conduzione di Michelle Hunziker, affiancata J-Ax nel ruolo di presidente di giuria.
L'edizione è stata vinta da Gregorio Rega, che si è aggiudicato il montepremi di 50 000 euro.
| Concorrente       | Luogo di nascita | Stato                |
| ----------------- | ---------------- | -------------------- |
| Gregorio Rega     | Italia           | Vincitore            |
| Veronica Liberati | Italia           | Seconda classificata |
| Luca Di Stefano   | Italia           | Terzo classificato   |

### Seconda edizione (2019-2020)
La seconda edizione di All Together Now è andata in onda dal 4 dicembre 2019 al 2 gennaio 2020 in prima serata su Canale 5, dallo studio 5 degli Studi di Cinecittà a Roma, con la conduzione di Michelle Hunziker, affiancata J-Ax nel ruolo di presidente di giuria.
L'edizione è stata vinta da Sonia Mosca, che si è aggiudicata il montepremi di 50 000 euro.
| Concorrente     | Luogo di nascita | Stato                |
| --------------- | ---------------- | -------------------- |
| Sonia Mosca     | Italia           | Vincitrice           |
| Enrico Bernardo | Italia           | Secondo classificato |
| Gaia Di Fusco   | Italia           | Terza classificata   |

### Terza edizione (2020)
La terza edizione di All Together Now (dal titolo All Together Now - La musica è cambiata) è andata in onda dal 4 novembre al 12 dicembre 2020 in prima serata su Canale 5, dallo studio 5 degli Studi di Cinecittà a Roma, con la conduzione di Michelle Hunziker, affiancata da quattro artisti che formano la giuria: J-Ax, Anna Tatangelo, Rita Pavone e Francesco Renga.
L'edizione è stata vinta da Cahayadi "Eki" Kam, che si è aggiudicato il montepremi di 50 000 euro.
| Concorrente        | Età     | Luogo di nascita | Stato                |
| ------------------ | ------- | ---------------- | -------------------- |
| Cahayadi "Eki" Kam | 33 anni | Giacarta         | Vincitore            |
| Dalila Cavalera    | 23 anni | Nardò            | Seconda classificata |
| Savio Vurchio      | 52 anni | Andria           | Terzo classificato   |

### Quarta edizione (2021)
La quarta edizione di All Together Now (dal titolo All Together Now - La musica è cambiata) è andata in onda dal 31 ottobre al 19 dicembre 2021 ogni domenica in prima serata su Canale 5, dallo Studio 5 Voxson di Roma, con la conduzione di Michelle Hunziker, affiancata da quattro artisti che formano la giuria: J-Ax, Anna Tatangelo, Rita Pavone e Francesco Renga.
L'edizione è stata vinta da Giacomo Voli, che si è aggiudicato il montepremi di 100 000 euro.
| Concorrente        | Età     | Luogo di nascita | Stato                |
| ------------------ | ------- | ---------------- | -------------------- |
| Giacomo Voli       | 35 anni | Correggio        | Vincitore            |
| Vincenzo Cantiello | 21 anni | Napoli           | Secondo classificato |
| Carola Campagna    | 24 anni | Carate Brianza   | Terza classificata   |

## Spin-off

### All Together Now - La supersfida
Martedì 14 luglio 2020 è andata in onda una puntata inedita intitolata All Together Now - La Supersfida, sempre con la conduzione di Michelle Hunziker, affiancata da J-Ax nel ruolo di presidente di giuria. Nella puntata sedici concorrenti (otto della prima edizione del programma e altrettanti della seconda edizione) si sono scontrati in sfide dirette one-to-one e sottoposti al giudizio della giuria dei 100 seguendo la consueta dinamica. Il cantante che raggiunge il punteggio maggiore ha la facoltà di decidere chi sfidare tra coloro che hanno trionfato nelle sfide dirette; infine, il vincitore si aggiudica il titolo di miglior voce di All Together Now.
Gli otto partecipanti scelti dalla prima edizione sono: Federica Bensi, Daria Biancardi, Samantha Discolpa, Dennis Fantina, Veronica Liberati, Rosy Messina, Carlo Paradisone e Gregorio Rega. Dalla seconda edizione, invece, sono stati selezionati: Enrico Bernardo, Arianna Cleri, Gaia Di Fusco, Rosetta Falzone, Nicola Gargaglia, Federico Martello, Sonia Mosca e Domenico Prezioso.
| Rete televisiva | Messa in onda  | Conduzione        | Presidente di giuria | Vincitrice      | Ascolti        | Ascolti |
| Rete televisiva | Messa in onda  | Conduzione        | Presidente di giuria | Vincitrice      | Telespettatori | Share   |
| --------------- | -------------- | ----------------- | -------------------- | --------------- | -------------- | ------- |
| Canale 5        | 14 luglio 2020 | Michelle Hunziker | J-Ax                 | Daria Biancardi | 1 632 000      | 11,40%  |

### All Together Now Kids
| Edizione | Anno | Rete televisiva | Conduzione        | Periodo          | Periodo          | Giuria | Giuria         | Giuria      | Giuria          | Concorrenti | Studio                | Premio                                                   | Premio           | Vincitore             | Ascolti        | Ascolti |
| Edizione | Anno | Rete televisiva | Conduzione        | Inizio           | Fine             | Giuria | Giuria         | Giuria      | Giuria          | Concorrenti | Studio                | Per tutti i concorrenti                                  | Per il vincitore | Vincitore             | Telespettatori | Share   |
| -------- | ---- | --------------- | ----------------- | ---------------- | ---------------- | ------ | -------------- | ----------- | --------------- | ----------- | --------------------- | -------------------------------------------------------- | ---------------- | --------------------- | -------------- | ------- |
| 1ª       | 2021 | Canale 5        | Michelle Hunziker | 25 dicembre 2021 | 25 dicembre 2021 | J-Ax   | Anna Tatangelo | Rita Pavone | Francesco Renga | 15          | Studio 5 Voxson, Roma | Buono spesa per prodotti utili alla formazione culturale | Trofeo           | Carlo Antonio Fortino | 2 259 000      | 13,50%  |

## Audience
| Edizione | Rete televisiva | Anno      | Stagione        | Programmazione | Programmazione | Programmazione | Programmazione | Programmazione | Programmazione | Programmazione | Collocazione | Media auditel  | Media auditel | Premiere       | Premiere | Finale         | Finale |
| Edizione | Rete televisiva | Anno      | Stagione        | L              | M              | M              | G              | V              | S              | D              | Collocazione | Telespettatori | Share         | Telespettatori | Share    | Telespettatori | Share  |
| -------- | --------------- | --------- | --------------- | -------------- | -------------- | -------------- | -------------- | -------------- | -------------- | -------------- | ------------ | -------------- | ------------- | -------------- | -------- | -------------- | ------ |
| 1ª       | Canale 5        | 2019      | primavera       |                |                |                |                |                |                |                | Prima serata | 2 647 000      | 15,87%        | 3 190 000      | 17,82%   | 2 710 000      | 19,12% |
| 2ª       | Canale 5        | 2019-2020 | autunno-inverno |                | 2 571 000      | 14,75%         | 2 706 000      | 16,52%         | 2 851 000      | 16,39%         | Prima serata |                |               |                |          |                |        |
| 3ª       | Canale 5        | 2020      | autunno         |                |                | 3 284 000      | 15,86%         | 2 821 000      | 14,81%         | 3 784 000      | Prima serata | 18,73%         |               |                |          |                |        |
| 4ª       | Canale 5        | 2021      | autunno         |                |                |                | 2 329 000      | 12,63%         | 2 378 000      | 13,50%         | Prima serata | 2 031 000      | 13,00%        |                |          |                |        |

## Sigla
La sigla del programma, nella prima edizione, era la canzone I've Got the Music in Me di Kiki Dee. Dalla seconda edizione la sigla è quella di una canzone che cambia a ogni puntata.